# طب الجهاز البولي

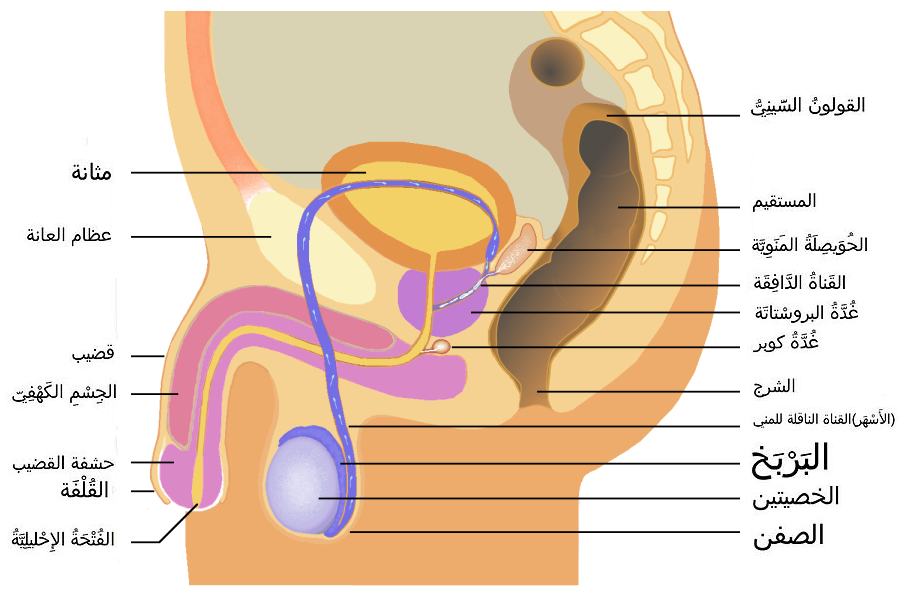
تشريح الجهاز البولي الذكري

طب المسالك البولية أو جراحة المسالك البولية (باللاتينية: Urologia) هو فرع الطب الذي يركز على المسالك بولية في الرجل والمرأة وخصوصا التداخلات الجراحية، وعلى الجهاز التناسلي في الرجل. ويكون العلاج في هذا المجال الطبى دوائيا مثل حالات عدوى المسالك البولية أو جراحيا كإزالة الحصوة الكلوية عن طريق العمليات الجراحية التقليدية أو عن طريق الناظور.

كما يجب التفريق بين جراحة الجهاز البولي والذي هو فرع من الجراحة وطب الكلى الذي يُعنى بوظائف الكليتين والذي يعد فرع من الطب الباطني.

## الفروع
- طب المسالك البولية لدى الأطفال.
- جراحة المسالك البولية الترميمية.
- طب الأمراض البولية النسائية.
- الجراحة البولية المنظارية.
- أورام المسالك البولية.
- العقم وأمراض الذكورة.

## وصلات خارجية
- الاتحاد الأوروبي لطب المسالك البولية
- الاتحاد الأمريكي لطب المسالك البولية

- احتباس البول. بول دموي.حصاة كلوية. سرطان المثانة. ضخامة البروستات. ضعف جنسي.